# Serrat de Puigsec
El Serrat de Puigsec és una muntanya de 478 metres que es troba al municipi de Puig-reig, a la comarca catalana del Berguedà.